# Mount Shadow
Mount Shadow är ett berg i Antarktis. Det ligger i Östantarktis. Nya Zeeland gör anspråk på området. Toppen på Mount Shadow är 1 510 meter över havet.
Terrängen runt Mount Shadow är kuperad västerut, men österut är den bergig. Trakten är obefolkad. Det finns inga samhällen i närheten. 